# Ratusz w Tymbarku
Ratusz w Tymbarku – zabytkowa siedziba Urzędu Gminy znajdująca się w dawnym mieście Tymbark, w powiecie limanowskim, w województwie małopolskim. Położony przy południowej pierzei Rynku.
Jest to budynek wzniesiony w 1907 roku. Ratusz został zbudowany w formie eklektycznej kamienicy wymurowanej z cegły, a następnie otynkowanej. Budowla powstała na rzucie prostokąta, jest jednopiętrowa i częściowo podpiwniczona. Ratusz jest zwieńczony dwupasmowym dachem pokrytym dachówką z użytkowym poddaszem.
Fasada frontowa ratusza jest szeroka, dziewięcioosiowa. Historyzujący wystrój elewacji jest podkreślony charakterystycznym ryzalitem fasady. Ryzalit ten obejmuje portal wejścia i balkon piętra. Elewacje są ozdobione interesującymi detalami architektonicznymi. Balkon jest otoczony metalową ażurową balustradą. Ratusz charakteryzuje się oryginalnymi cechami stylowymi z czasu budowy a także niezmienioną formą elewacji frontowej.
Budynek został wpisany do rejestru zabytków nieruchomych województwa małopolskiego.